# Azione del 2 maggio 1654
L’azione del 2 maggio 1654, o seconda battaglia di Colombo, fu uno scontro militare tra la Repubblica delle Sette Province Unite e l'impero portoghese avvenuto il 2 maggio 1654 a Colombo, sull'isola di Ceylon, in Asia.
Una forza di 11 navi da guerra olandesi riuscì a battere tre galeoni portoghesi che uscirono dallo scontro in fiamme, ma riuscirono a fuggire a nord di Cabo de Rama. Il 4 maggio Zijdeworm bruciò definitivamente presso Karwar, ed il 6 maggio il galeone Nazareth bruciò presso Hanovar. Questa battaglia tolse alla marina coloniale portoghese alcune delle sue navi migliori nell'Oceano Indiano dell'epoca.

## Navi coinvolte

### Paesi Bassi
- Avenhoorn 30-40
- Sluys 30-40
- Cabeljauw 30-40
- Hulst 30-40
- Saphier 30-40
- Konijn 30-40
- Gecroonde Leeuw 30-40
- Muyden 30-40
- Weesp 38
- Popkensburch 30-40
- Zijdeworm 30-40

Le prime sette navi attaccarono la Santo António de Mazagão portoghese, le altre la São João Pérola.

### Portogallo
- Santo António de Mazagão 36 (António Sottomaior) - bruciata e affondata
- São João Pérola 38 (António de Abreu) - bruciata e affondata
- Nazaré 42